# Thomas Brooks (Maler)

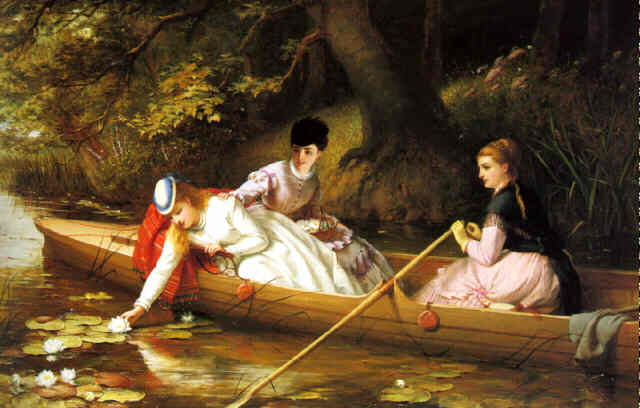
Thames lilies

Thomas Brooks (* 1818 in Kingston upon Hull; † Juni 1891) war ein britischer Maler.
Er studierte in London bei Sass’ Art School und ab 1838 an der Royal Academy of Arts bei Henry Perronet Briggs, außerdem hatte er einen Studienaufenthalt in Paris. 1848 verließ er Kingston upon Hull und ließ sich in London nieder. Brooks malte Genrebilder und Porträts sowie ab 1859 dramatisch anmutende Seeszenen. Während er in den 1850er und 60er Jahren von den Präraffaeliten beeinflusst wurde, konzentrierte er sich später auf viktorianische Malerei.